# Daniel Phillips
Pour les articles homonymes, voir Phillips.
Daniel Phillips, né le 18 janvier 2001 à Londres, est un footballeur international trinidadien qui évolue au poste de milieu défensif au Stevenage FC.

## Biographie

### Carrière en club
Né à Londres en Angleterre, Daniel Phillips est formé par Chelsea puis le Watford FC. Il commence sa carrière professionnelle en prêt avec le Hemel Hempstead Town FC en National League South, mais sa saison 2019-2020 est abrégée par une sérieuse blessure à la cheville en septembre.
La saison suivante, il joue son premier match avec l'équipe première de Watford le 11 septembre 2020, contre Middlesbrough en deuxième division,, au sein d'une équipe qui remporte la promotion en championnat d'Angleterre en fin de saison.
Après une nouvelle saison en prêt avec le Gillingham FC, il est ensuite transféré au St Johnstone FC en championnat d'Écosse, en aout 2022,,,.

### Carrière en sélection
En mars 2021, Phillips est convoqué pour la première fois avec l'équipe senior de Trinité-et-Tobago. Il honore sa première sélection le 25 mars 2021 contre la Guyane, en éliminatoires de la Coupe du monde.